# جيورجيس لاميا
جيورجيس لاميا (بالفرنسية: Georges Lamia)‏، من مواليد 14 مارس 1933، لاعب كرة قدم فرنسي سابق.
لعب مع منتخب فرنسا لكرة القدم بين عامي 1959 و1962، وشارك معهم في 7 مباريات.

## روابط خارجية
- جيورجيس لاميا على موقع قاعدة بيانات كرة القدم.إي يو (الإنجليزية)
- جيورجيس لاميا على موقع ناشيونال فوتبول تيمز (الإنجليزية)
- جيورجيس لاميا على موقع عالم كرة القدم.نت (الإنجليزية)